# Lira vaticana
La lira vaticana era la valuta ufficiale della Città del Vaticano.

## Storia
Lo Stato Pontificio usò la lira nel periodo 1866 - 1870. Dopo il 20 settembre non furono più coniate monete. Nel 1929 i Patti Lateranensi fissarono la nascita dello Stato della Città del Vaticano, e in adempimento agli accordi fu introdotta una monetazione distinta, denominata in centesimi e lire, alla pari con la lira italiana. Le monete e le banconote italiane circolarono liberamente nella Città del Vaticano, ma non ebbero corso legale in quanto gli accordi monetari tra la Repubblica Italiana e lo Stato della Città del Vaticano non lo previdero. Questo aspetto fu sfruttato in sede di accordi dalla Santa Sede e l'Italia (per conto dell'Unione europea) nella circostanza in cui la Francia, in quanto Stato laico, tentò di impedire la coniazione e libera circolazione di monete denominate in euro con l'immagine del pontefice romano. Le monete in lire vaticane furono coniate dalla zecca di Roma per conto dell'APSA (Amministrazione del Patrimonio della Sede Apostolica) e circolarono anche in Italia e nella Repubblica di San Marino. A differenza della lira italiana, l'euro è moneta legale nello Stato della Città del Vaticano. Quindi la valuta ufficiale della Città del Vaticano fu la lira vaticana fino all'introduzione dell'euro.
La Città del Vaticano, pur non appartenendo all'Unione europea, ha adottato come valuta ufficiale dal 2002 l'euro, come conseguenza degli accordi finanziari con l'Italia. Come tutti gli altri stati della zona euro, quindi, anche la Città del Vaticano conia la propria serie di monete.

## Monete
| Immagine | Immagine | Valore                             | Soggetto                                                           | Soggetto                                                                                            | Anni di coniazione                         | Autore/i          | Parametri tecnici | Parametri tecnici                         | Parametri tecnici       | Contorno                |
| Diritto  | Rovescio | Valore                             | Dritto                                                             | Rovescio                                                                                            | Anni di coniazione                         | Autore/i          | Peso              | Diametro                                  | Composizione            | Contorno                |
| -------- | -------- | ---------------------------------- | ------------------------------------------------------------------ | --------------------------------------------------------------------------------------------------- | ------------------------------------------ | ----------------- | ----------------- | ----------------------------------------- | ----------------------- | ----------------------- |
|          |          | 5 cent.                            | Busto a sinistra con zucchetto, mozzetta e stola (II tipo Pio XII) | Colomba in volo con nel becco un ramoscello d'ulivo (II tipo Pio XII)                               | 1929-1946                                  | Aurelio Mistruzzi | 2,95 grammi       | 19,5 mm                                   | Bronzital               | Liscio                  |
|          |          | 10 cent.                           | Busto a sinistra con zucchetto, mozzetta e stola (II tipo Pio XII) | Colomba in volo con nel becco un ramoscello d'ulivo (II tipo Pio XII)                               | 1929-1946                                  | Aurelio Mistruzzi | 4,90 grammi       | 22,5 mm                                   | Bronzital               | Liscio                  |
|          |          | 20 cent.                           | Stemma sormontato da chiavi e tiara (II tipo Pio XII)              | La Giustizia seduta con Vangelo e bilancia (II tipo Pio XII)                                        | 1929-1937; 1939-1946                       | Aurelio Mistruzzi | 4,00 grammi       | 21,7 mm (20 cent di Pio XII)              | Acmonital               | Rigato                  |
|          |          | 50 cent.                           | Stemma sormontato da chiavi e tiara (II tipo Pio XII)              | La Giustizia seduta con Vangelo e bilancia (II tipo Pio XII)                                        | 1929-1937; 1939-1946                       | Aurelio Mistruzzi | 6,00 grammi       | 24,1 mm (50 cent di Pio XII in acmonital) | Acmonital               | Rigato                  |
|          |          | 1 L.                               | Stemma su chiavi sormontato da tiara (VI tipo Paolo VI)            | Ramoscelli di palma (VI tipo Paolo VI)                                                              | 1929-1937; 1939-1953; 1955-1977            | Gismondi; Monassi | 0,625 grammi      | 17,20 mm (Paolo VI)                       | Italma                  | Liscio                  |
|          |          | 2 L.                               | Stemma su chiavi sormontato da tiara (VI tipo Paolo VI)            | Agnello (VI tipo Paolo VI)                                                                          | 1929-1937; 1939-1953; 1955-1977            | Gismondi; Monassi | 0,80 grammi       | 18,30 mm (Paolo VI)                       | Italma                  | Rigato                  |
|          |          | 5 L.                               | Stemma su chiavi sormontato da tiara (VI tipo Paolo VI)            | Pellicano con le ali spiegate (VI tipo Paolo VI)                                                    | 1929-1937; 1939-1953; 1955-1978            | Gismondi; Monassi | 1,00 grammi       | 20,20 mm (Paolo VI)                       | Italma                  | Liscio                  |
|          |          | 10 L.                              | Stemma su chiavi sormontato da tiara (anno 2001 Giovanni Paolo II) | Busto di papa Pio IX (anno 2001)                                                                    | 1929-1937; 1939-1953; 1955-1978; 1979-2001 | Mauri             | 1,60 grammi       | 23,30 mm (Giovanni Paolo II)              | Italma                  | Liscio                  |
|          |          | 20 L.                              | Stemma su chiavi sormontato da tiara (anno 2001 Giovanni Paolo II) | Busto di papa Pio XI (anno 2001)                                                                    | 1957-1978; 1979-2001                       | Mauri             | 3,60 grammi       | 21,30 mm (Giovanni Paolo II)              | Bronzital               | Liscio                  |
|          |          | 50 L.                              | Stemma su chiavi sormontato da tiara (anno 2001 Giovanni Paolo II) | Busto di papa Pio XII (anno 2001)                                                                   | 1955-1978; 1979-2001                       | Mauri             | 4,50 grammi       | 19,20 mm (Giovanni Paolo II anno 2001)    | Acmonital               | Liscio                  |
|          |          | 100 L.                             | Stemma su chiavi sormontato da tiara (anno 2001 Giovanni Paolo II) | Busto di papa Giovanni XXIII (anno 2001)                                                            | 1929-1978; 1979-2001                       | Mauri             | 4,50 grammi       | 22,00 mm                                  | Acmonital               | Rigato discontinuo      |
|          |          | 200 L.                             | Stemma su chiavi sormontato da tiara (anno 2001 Giovanni Paolo II) | Busto di papa Paolo VI (anno 2001)                                                                  | 1978; 1979-2001                            | Mauri             | 5,00 grammi       | 24,00 mm                                  | Bronzital               | Rigato                  |
|          |          | 500 L. (bimetalliche)              | Stemma su chiavi sormontato da tiara (anno 2001 Giovanni Paolo II) | Busto di papa Giovanni Paolo I (anno 2001)                                                          | 1982-2001                                  | Mauri             | 6,80 grammi       | 25,80 mm                                  | Acmonital e bronzital   | Rigato discontinuo      |
|          |          | 500 L. ARGENTO e ARGENTO COMMEM.   | Busto di Giovanni Paolo II (anno 1999 Giovanni Paolo II)           | Stemmi con al centro 1999 (anno 1999)                                                               | 1958-1978; 1979-1981; 1983-1984; 1991-1999 | Rossi; Colaneri   | 11 grammi         | 29,1 mm                                   | Argento                 | In rilievo              |
|          |          | 1 000 L. (bimetalliche)            | Stemma su chiavi sormontato da tiara (anno 2001 Giovanni Paolo II) | Effigie di papa Giovanni Paolo II (anno 2001)                                                       | 1997-2001                                  | Mauri             | 8,80 grammi       | 27,00 mm                                  | Bronzital e cupronichel | Rigato discontinuo      |
|          |          | 1 000 L. ARGENTO e ARGENTO COMMEM. | Giovanni Paolo II (anno 1983 Giovanni Paolo II)                    | Chiavi                                                                                              | 1978; 1982-2001                            | Manfrini          | 14,6 grammi       | 31,4 mm                                   | Argento                 | In rilievo              |
|          |          | 2 000 L.                           | Busto di Giovanni Paolo II (anno 2001)                             | Persone che dialogano fra loro, sopra colomba che porta un ramoscello d'ulivo nel becco (anno 2001) | 2000-2001                                  | Mauri             | 16 grammi         | 31,40 mm                                  | Argento                 | Rigato                  |
|          |          | 5 000 L.                           | IOANNES PAVLVS II / P M                                            | 5000 / BODINI MAURI MOD / CITTA' DEL VATICANO / L. / R                                              | 2001                                       | Mauri             | 18 grammi         | 32,00 mm                                  | Argento                 | Godronatura discontinua |
|          |          | 10 000 L.                          | Busto di Giovanni Paolo II                                         | Giubileo (anno 2000 Roma)                                                                           | 1995-2000                                  | Veroi             | 22 grammi         | 34,00 mm                                  | Argento                 | Godronatura discontinua |
|          |          | 50 000 L. (COMMEM. IN ORO)         | Busto di Giovanni Paolo II (anno 2001)                             | Croce (anno 2001)                                                                                   | 1996-2001                                  | Veroi             | 7,5 grammi        | 23,00 mm                                  | Oro                     | Rigato                  |
|          |          | 100 000 L. (COMMEM. IN ORO)        | Busto di Giovanni Paolo II (anno 2001)                             | Simboli cristiani (anno 2001)                                                                       | 1996-2001                                  | Veroi             | 15 grammi         | 28,00 mm                                  | Oro                     | Rigato                  |

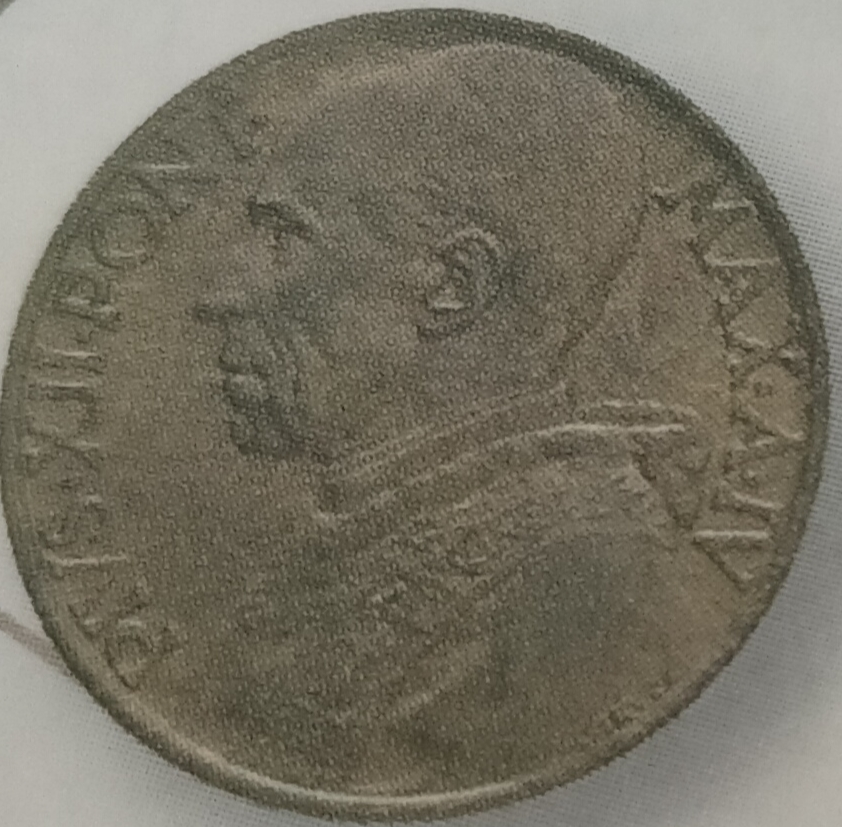

Le monete della lira vaticana avevano le stesse caratteristiche di lega, dimensione e peso di quelle della lira italiana.
Nel 1929 furono introdotte le monete di rame da 5 e 10 centesimi; di nickel da 20 e 50 centesimi, e da 1 e 2 lire; e quelle d'argento da 5 e 10 lire. Sempre nello stesso anno furono coniate monete d'oro da 100 lire.
Nel 1939 ci fu la prima monetazione della sede vacante, con lo stemma del cardinale camerlengo Eugenio Pacelli. Furono coniate le monete d'argento da 5 e da 10 lire.
Nello stesso anno nelle monete da 5 e 10 centesimi il rame fu sostituito dal bronzital, la stessa lega usata dalle corrispondenti monete italiane.
Nel 1940 l'acmonital sostituì il nichel. Tra il 1943 e il 1946, a causa degli eventi bellici, la produzione dei vari tagli fu ridotta a poche migliaia per anno.
Fu mantenuta la coniazione delle 100 lire in oro che proseguì con la stessa denominazione fino al 1959, sotto il pontificato di Giovanni XXIII.
Nel 1947 fu introdotta una nuova monetazione costituita da monete in alluminio da 1, 2, 5 e 10 lire con le stesse dimensioni delle monete italiane.
Le dimensioni furono ridotte nel 1951. Nel 1955 furono introdotte le monete in acmonital da 50 e 100 lire, seguite da quelle in bronzital da 20 lire nel 1957 e da quella d'argento da 500 lire nel 1958.
Le monete da 1 e 2 lire uscirono di produzione nel 1977, e quella da 5 lire nel 1978.
Le monete in bronzital da 200 lire furono introdotte nel 1978, e quelle bimetalliche da 500 e 1 000 lire rispettivamente nel 1985 e nel 1997.
Sono state anche coniate monete commemorative da 500 e 1 000 lire in argento e monete da 10 000 lire in oro.
Per l'anno santo del 2000 sono state coniate anche monete in oro da 50 000 e 100 000 lire.